# Balázs Dzsudzsák
Balázs Dzsudzsák (* 23. Dezember 1986 in Debrecen) ist ein ungarischer  ehemaliger Fußballnationalspieler. Seit September 2020 steht der Stürmer bei Debreceni VSC  unter Vertrag.

## Vereinslaufbahn
In der Jugend spielte er für Nyírlugosi SE, Debreceni Honvéd Olasz Focisuli, Létavértes und ab 2004 für Debreceni VSC.
Ab 2005 stand er bei dem Erstligisten im Profikader und holte 2005, 2006, und 2007 den ungarischen Meistertitel mit dem Verein, bei dem er zu insgesamt 48 Einsätzen kam und dabei 14 Tore erzielte. Außerdem stand er 2007 mit VSC im Finale des ungarischen Pokals, das seine Mannschaft aber gegen Honvéd Budapest verlor.
Nachdem der Offensivspieler im Jahre 2007 von Talentsichtern von Ajax Amsterdam beobachtet wurde und reges Interesse bei englischen, italienischen und niederländischen Klubs weckte, unterschrieb er im Oktober 2007 bei PSV Eindhoven. Sein Debüt in den Niederlanden gab er am 13. Januar 2008 gegen Feyenoord Rotterdam. Mit der Mannschaft gewann er am Ende der Saison die Meisterschaft.
2010 wurde er zu Ungarns Fußballer des Jahres gewählt. Bei PSV konnte er sich unter seinem Trainer Fred Rutten stark entwickeln und spielte sich international ins Blickfeld. In der Saison 2010/11 war er mit 16 Toren und 14 Vorlagen wertvollster Angreifer der Eredivisie. Am 12. Juni 2011 gab PSV Eindhoven Dzsudzsáks Wechsel zu Anschi Machatschkala in die russische Premjer-Liga bekannt. Dzsudzsák unterschrieb dort einen Dreieinhalb-Jahres-Vertrag bis zum 31. Januar 2014. Im August 2011 brach er sich das Schlüsselbein, so dass er bis zum Jahresende lediglich auf acht Ligaeinsätze für seinen neuen Arbeitgeber kam. Dzsudzsák verließ Anschi Machatschkala bereits im Januar 2012 wieder. Innerhalb der Premjer-Liga wechselte er zu Dynamo Moskau.
Zur Saison 2015/16 wechselte er zum türkischen Erstligisten Bursaspor und eine Saison später zu al-Wahda. Nach zwei Spielzeiten wechselte er zum Ligakonkurrenten Ittihad Kalba SCC und in der laufenden Saison 2019/20 im Februar 2020 zum weiteren Ligakonkurrenten al Ain Club.
Im Sommer 2020 kehrte er zu Debreceni VSC zurück.

## Nationalmannschaft
Dzsudzsák war bereits für die U-19 und U-20-Juniorennationalmannschaft tätig. Er spielte bis Dezember 2010 32-mal für die ungarische Fußballnationalmannschaft, sein Debüt gab er am 2. Juni 2007 in Iraklio gegen Griechenland. Gegen die Griechen gelang ihm im Mai 2008 auch sein erstes Tor – bei einem Vorbereitungsspiel der Niederlande zur WM 2010 schoss er das zwischenzeitliche 1:0 für Ungarn. Trotzdem verlor Ungarns Auswahl klar mit 1:6.
Bei der Fußball-Europameisterschaft 2016 in Frankreich wurde er in das Aufgebot Ungarns aufgenommen. Er war in allen vier Partien im Turnier in der Stammelf und spielte alle Begegnungen über die volle Spielzeit. Im letzten Spiel der Vorrunde beim 3:3 gegen Portugal brachte Dzsudzsák die Ungarn zweimal in Führung. Er erzielte die Treffer zum zwischenzeitlichen 2:1 und 3:2. Ungarn erreichte als Gruppenerster der Gruppe F das Achtelfinale. Das verlor das Team gegen Belgien mit 0:4 und schied aus.
Am 24. März 2019 kam er beim 2:1-Sieg im EM-Qualifikationsspiel gegen Kroatien zu seinem 100. Länderspiel und konnte am 11. Juni 2019 mit seinem 102. den Zweitplatzierten der Rekordspielerliste Ungarns, József Bozsik, überholen. Am 19. November 2019 stellte er mit seinem 108. Länderspiel den Landesrekord von Gábor Király ein. Am 20. November 2022 bestritt er mit dem 2:1-Sieg in der Budapester Puskás Arena gegen Griechenland sein 109. und letztes Länderspiel.

## Erfolge
mit Debreceni VSC
- Ungarischer Meister: 2004/05, 2005/06, 2006/07
- Ungarischer Supercupsieger: 2005, 2006, 2007

mit PSV Eindhoven
- Niederländischer Meister: 2007/08
- Johan-Cruyff-Schale: 2008

mit Al-Wahda:
- UAE-President’s-Cup-Sieger: 2016/17
- Emirates-Cupsieger: 2017/18
- UAE-Arabian-Gulf-Super-Cup-Sieger: 2017/18 (Finaltorschütze)

Individuell
- Ungarischer Fußballer des Jahres: 2010